# Cuadrupletes arquimedianos

Cada uno de los cuadrupletes de Arquímedes (verde) tiene la misma área entre sí y que los círculos gemelos de Arquímedes

En geometría, los cuadrupletes arquimedianos son cuatro circunferencias congruentes asociadas con un arbelos. El término, introducido por Frank Power en el verano de 1998, designa a cuatro círculos resultantes de una construcción particular, cada uno de los cuales tiene el mismo área que uno de los dos círculos de Arquímedes, lo que los convierte en círculos arquimedianos.

## Construcción
Un arbelos se forma a partir de tres puntos colineales A, B y C y sus tres semicírculos con diámetros AB, AC y BC'. Los dos círculos más pequeños tienen radios r1 y  r2, de lo que se deduce que el semicírculo más grande tiene radio r=r1+r2. Sean los puntos D y E el centro y el punto medio del arco, respectivamente, del semicírculo con el radio r1. Sea H sea el punto medio de la línea AC. Entonces, dos de los cuatro círculos del cuádruplete son tangentes a la línea HE en el punto E, y también son tangentes al semicírculo externo. Los otros dos círculos del cuadruplete se forman análogamente a partir del semicírculo con radio r2.

## Prueba de congruencia
De acuerdo con la Proposición 5 de Arquímedes en el Libro de los Lemas, el radio común de los círculos gemelos de Arquímedes es:
{\displaystyle {\frac {r_{1}\cdot r_{2}}{r}}.}
Por el teorema de Pitágoras:
{\displaystyle \left(HE\right)^{2}=\left(r_{1}\right)^{2}+\left(r_{2}\right)^{2}.}
Luego, se trazan dos círculos con centros Ji; perpendiculares a HE; tangentes al semicírculo grande en el punto Li; tangentes al punto E y con radios iguales x. Usando el Teorema de Pitágoras:
{\displaystyle \left(HJ_{i}\right)^{2}=\left(HE\right)^{2}+x^{2}=\left(r_{1}\right)^{2}+\left(r_{2}\right)^{2}+x^{2}}
También:
{\displaystyle HJ_{i}=HL_{i}-x=r-x=r_{1}+r_{2}-x~}
La combinación de estos da:
{\displaystyle \left(r_{1}\right)^{2}+\left(r_{2}\right)^{2}+x^{2}=\left(r_{1}+r_{2}-x\right)^{2}}
Mediante la expansión de la fórmula, y su factorización:
{\displaystyle 2r_{1}r_{2}-2x\left(r_{1}+r_{2}\right)=0}
Resolviendo para x:
{\displaystyle x={\frac {r_{1}\cdot r_{2}}{r_{1}+r_{2}}}={\frac {r_{1}\cdot r_{2}}{r}}}
Esto demuestra que cada una de las áreas del cuadruplete arquímediano es igual a cada una de las áreas de los círculos gemelos de Arquímedes.

## Lecturas relacionadas
- Arbelos: Book of Lemmas, Pappus Chain, Archimedean Circle, Archimedes' Quadruplets, Archimedes' Twin Circles, Bankoff Circle, S. ISBN 1156885493

- Datos: Q1985291